# Odditties 2
Odditties 2 è uno split album dei The Clean e dei The Great Unwashed (un progetto parallelo di alcuni membri dei Clean). Venne pubblicato in Nuova Zelanda dalla Flying Nun Records nel 1988. Contiene prevalentemente brani registrati dal vivo e qualche registrazione in studio dei due gruppi; sulla copertina non viene indicato a quale dei due gruppi i singoli brani fanno riferimento e l'intera scaletta è attribuita a "The Clean / Great Unwashed".
I primi nove brani vennero registrati dal vivo nel 1984 al Windsor Hotel di Auckland, i n. 10 e 11 sono stati registrati nel Limbs Studio di Auckland; i brani n. 12, 18 e 19 sono registrati dal vivo a Dunedin, mentre quelli dal n. 13 al 17 vennero registrati su un registratore a 4 piste in casa di uno dei membri a Christchurch nel 1983; la n. 20 venne registrata dal vivo nel 1981 a Statsen.

## Track list
1. It's a Day
2. What You Should Be Now
3. Big Mouth
4. Middle Sized Mind
5. Elvis #2
6. Toadstool Blues
7. Obscurity Blues
8. Small Girl
9. What Happened Ray
10. Surf Music
11. Sense of Balance #2
12. Point that Thing #3
13. Bad News for Jesus
14. Sense of Balance
15. Sinking Ships
16. Space Bikie
17. Elvis #1
18. Pop Art Pictures
19. Hey Solid Citizen
20. Flowers